# Катастрофа DC-6 на Парноне
Катастрофа DC-6 на Парноне — авиационная катастрофа, произошедшая в четверг 10 марта 1966 года на хребте Парнон близ Афин c Douglas DC-6A авиакомпании Trans Mediterranean Airways, при этом погибли 5 человек.

## Самолёт
Douglas DC-6A с заводским номером 45504 и серийным 1009 был выпущен в 1958 году, после чего продан канадской авиакомпании Great Lakes Airlines, где получил регистрационный номер N6576C. Впоследствии авиалайнер был продан ливанской авиакомпании Trans Mediterranean Airways (TMA), при этом бортовой номер сменился на OD-AEL.

## Катастрофа
Самолёт выполнял грузовой рейс из Бейрута (Ливан) во Франкфурт-на-Майне (ФРГ) с промежуточной посадкой в Афинах (Греция). Экипаж состоял из 5 человек. Однако при снижении к Афинскому аэропорту самолёт врезался в горы Парнон и полностью разрушился, при этом все находящиеся на борту погибли.